# JuJu Chan
JuJu Chan, pseudonimo di Juliana Chan (陳鈺芸T; Hong Kong, 2 febbraio ...), è un'attrice, artista marziale ed ex modella cinese naturalizzata statunitense.

## Biografia
JuJu Chan è nata ad Hong Kong, ma all'età di 3 anni è emigrata con la famiglia e ha abitato in diverse parti del mondo. Ha cominciato a praticare le arti marziali quando, ispirata dai film d'azione che vedeva col padre, venne iscritta ad una scuola di judo dai genitori. In seguito apprese il karate, il kung fu, l'Hung Gar, il Wing Chun, il taekwondo, il Muay thai e, da autodidatta, l'uso dei nunchaku. È stata scelta per rappresentare Hong Kong ai campionati mondiali della ITF del 2013, competizione che ha terminato agli ottavi di finale.
Si è laureata in informatica e matematica all'Università di San Francisco nel 2005. Nel 2007 si è specializzata alla Tisch School of the Arts dell'Università di New York nel corso di "Interactive Telecommunications", dove ha frequentato alcuni corsi di recitazione. Ha iniziato a muovere i primi passi nel mondo dello spettacolo partecipando ad alcuni concorsi di bellezza. Grazie alle sue opere di volontariato ha potuto partecipare a Miss Nazioni Unite 2009, primeggiando in due categorie. Nello stesso anno ha concorso per Miss Chinatown USA, a San Francisco, dove ha vinto il TVB People's Choice Award. Ha anche partecipato a Miss Hong Kong nel 2010, ma si è ritirata in anticipo. Nel 2011 ha debuttato come cantante con l'album I wanna hold your heart contenente 4 canzoni scritte da lei.
Ha esordito come attrice nel 2009, interpretando la protagonista della webserie Lumina. Nel 2016 ha preso parte al film Crouching Tiger, Hidden Dragon: Sword of Destiny, sequel de La tigre e il dragone, e nel 2019 alla serie televisiva di Netflix Wu Assassins.

## Vita privata
Il 1º ottobre 2019 ha sposato il regista australiano Antony Szeto. Di conseguenza ha cambiato ufficialmente il suo nome in Juju Chan Szeto (司徒鈺芸T).

## Filmografia

### Cinema
- The Other End of the Gun, regia di Patrice Poujol - cortometraggio (2009)
- Yong chun xiao long (咏春小龙S), regia di Rui Ming Qin (2013)
- Shen gong yuan ling (深宫怨灵S), regia di Antony Szeto (2013)
- Hit Girls, regia di Adrian Castro e Maria Tran - cortometraggio (2013)
- Fist of the Dragon, regia di Antony Szeto (2014)
- Crouching Tiger, Hidden Dragon: Sword of Destiny (臥虎藏龍：青冥寶劍S), regia di Yuen Wo Ping (2016)
- Pian Chang Feng Yun Zhi Yuan Jia Jie Mei, regia di Antony Szeto (2016)
- Sampan, regia di Maxim Bessmertny - cortometraggio (2016)
- Hong Kong Shogun, regia di Maria Tran - cortometraggio (2016)
- Savage Dog - Il selvaggio (Savage Dog), regia di Jesse V. Johnson (2017)
- Hung sau dou (空手道S), regia di Chapman To (2017)
- V-Force: New Dawn of V.I.C.T.O.R.Y., regia di Frank E. Johnson (2017)
- Ba bu ban xi nu ai le (八步半喜怒哀乐S), regia di Teddy Robin Kwan (2018)
- Hollow Point - Punto di non ritorno (Hollow Point), regia di Daniel Zirilli (2019)
- Jiu long bu bai (九龍不敗S), regia di Fruit Chan (2019)
- Jiu Jitsu, regia di Dimitri Logothetis (2020)
- Fistful of Vengeance, regia di Roel Reiné (2022)

### Televisione
- Lumina - serie TV, 8 episodi (2009)
- Wu Assassins - serie TV, 9 episodi (2019)